# 말랑 사르
말랑 사르(프랑스어: Malang Sarr, 1999년 1월 23일 ~ )는 프랑스의 축구 선수로 현재 프리미어리그의 첼시에서 센터백으로 뛰고 있다.

## 선수 경력

### 클럽
2016년 OGC 니스 성인팀에 합류 후 2019-20 시즌까지 119경기 3골을 기록하며 리그 1 2016-17 3위, 2017-18년 UEFA 챔피언스리그 플레이오프 진출 등에 기여했고 2020-21 시즌을 앞두고 잉글랜드 프리미어리그 첼시 FC로 이적한 직후 포르투갈 프리메이라리가의 FC 포르투로 임대 이적하여 2020-21 리그 준우승, 2020-21년 UEFA 챔피언스리그 8강, 2020-21년 포르투갈컵 4강, 2020-21년 포르투갈 리그컵 4강의 성적을 남겼다.
2022년 8월 10일 구매 옵션과 함께 AS 모나코 FC로 임대 이적하였다.

## 수상

### 클럽
OGC 니스
- 리그 1 : 3위 (2016-17)

 FC 포르투
- 프리메이라리가 : 준우승 (2020-21)
- 포르투갈컵 : 4강 (2020-21)
- 포르투갈 리그컵 : 4강 (2020-21)

첼시 FC
- FIFA 클럽 월드컵 : 우승 (2022)